# Von-der-Heydt-Turm

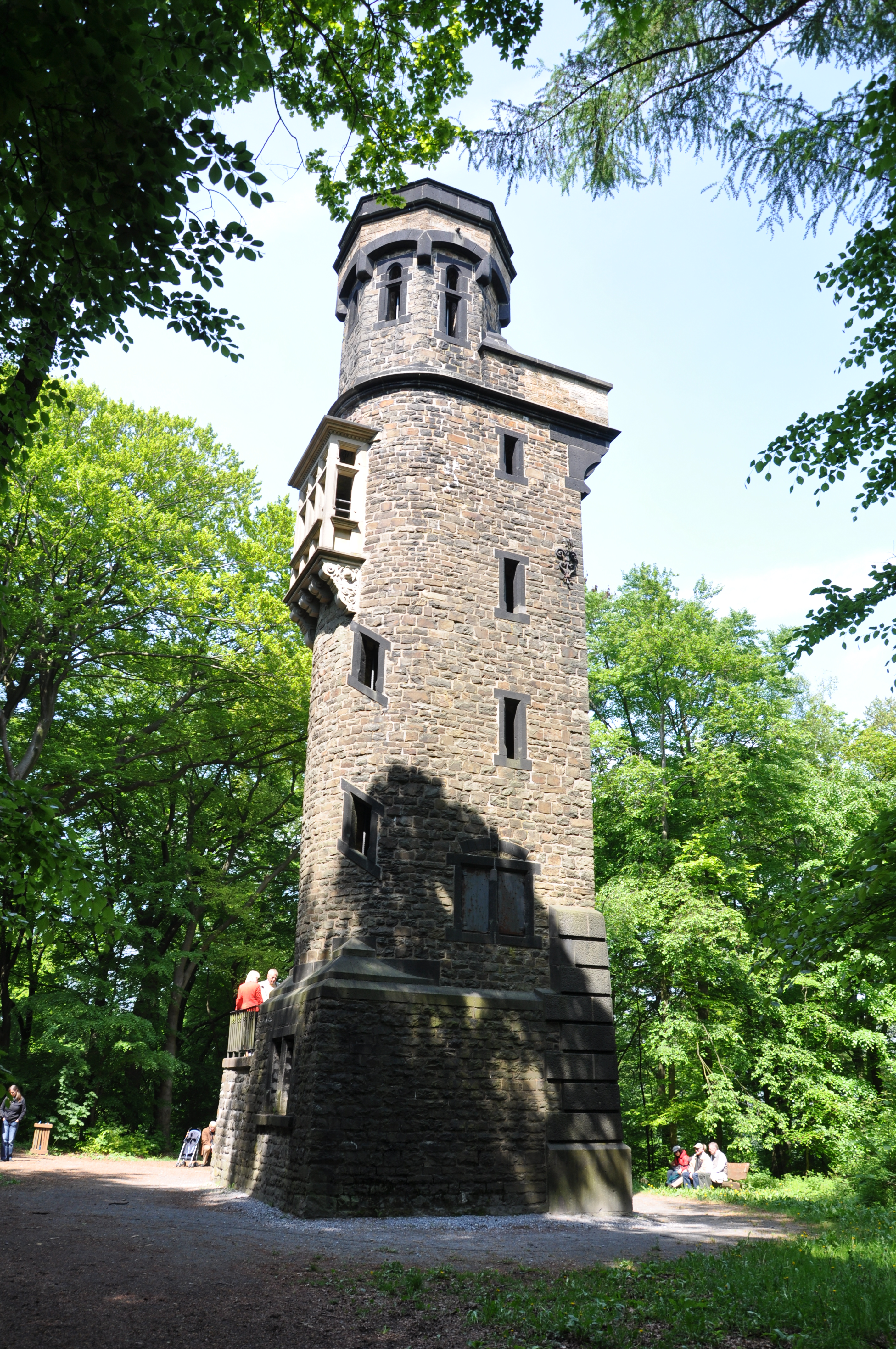
Von-der-Heydt-Turm

Der Von-der-Heydt-Turm ist ein Aussichtsturm in 274 m Höhe ü. NN vor der Königshöhe auf dem Kiesberg, der sich südlich der Wupper im Wuppertaler Stadtbezirk Elberfeld-West erhebt.
Der Turm wurde im Jahr 1892 aus Spendenmitteln (10.000 Mark) des Elberfelder Bankiers August Freiherr von der Heydt errichtet und nach dem Stifter benannt. Er wurde im Stil der Deutsch-Renaissance nach dem Entwurf des Elberfelder Stadtbauinspektor Schaumann gebaut. Er ist 20 m hoch. 
Eine Bronzetafel, die an die Stifterfamilie erinnerte, wurde im Zweiten Weltkrieg entwendet. 2013 wurde eine Stele mit Informations-Tafel mit der Geschichte des Bauwerks errichtet.
Der Turm ist für Besucher wegen Baumängeln nicht mehr zugänglich.